# Pompilidae
 (juillet 2009).
Si vous disposez d'ouvrages ou d'articles de référence ou si vous connaissez des sites web de qualité traitant du thème abordé ici, merci de compléter l'article en donnant les références utiles à sa vérifiabilité et en les liant à la section « Notes et références ».
Pompilidés
Famille
Sous-familles de rang inférieur
Les Pompilidae (Pompilidés en français) constituent une famille d'insectes hyménoptères apocrites de la superfamille des Vespoidea. Plus de 4 000 espèces ont été actuellement décrites de par le monde, avec une prédominance dans les zones tropicales. Leur caractéristique principale est d'être des prédateurs exclusifs d'araignées.

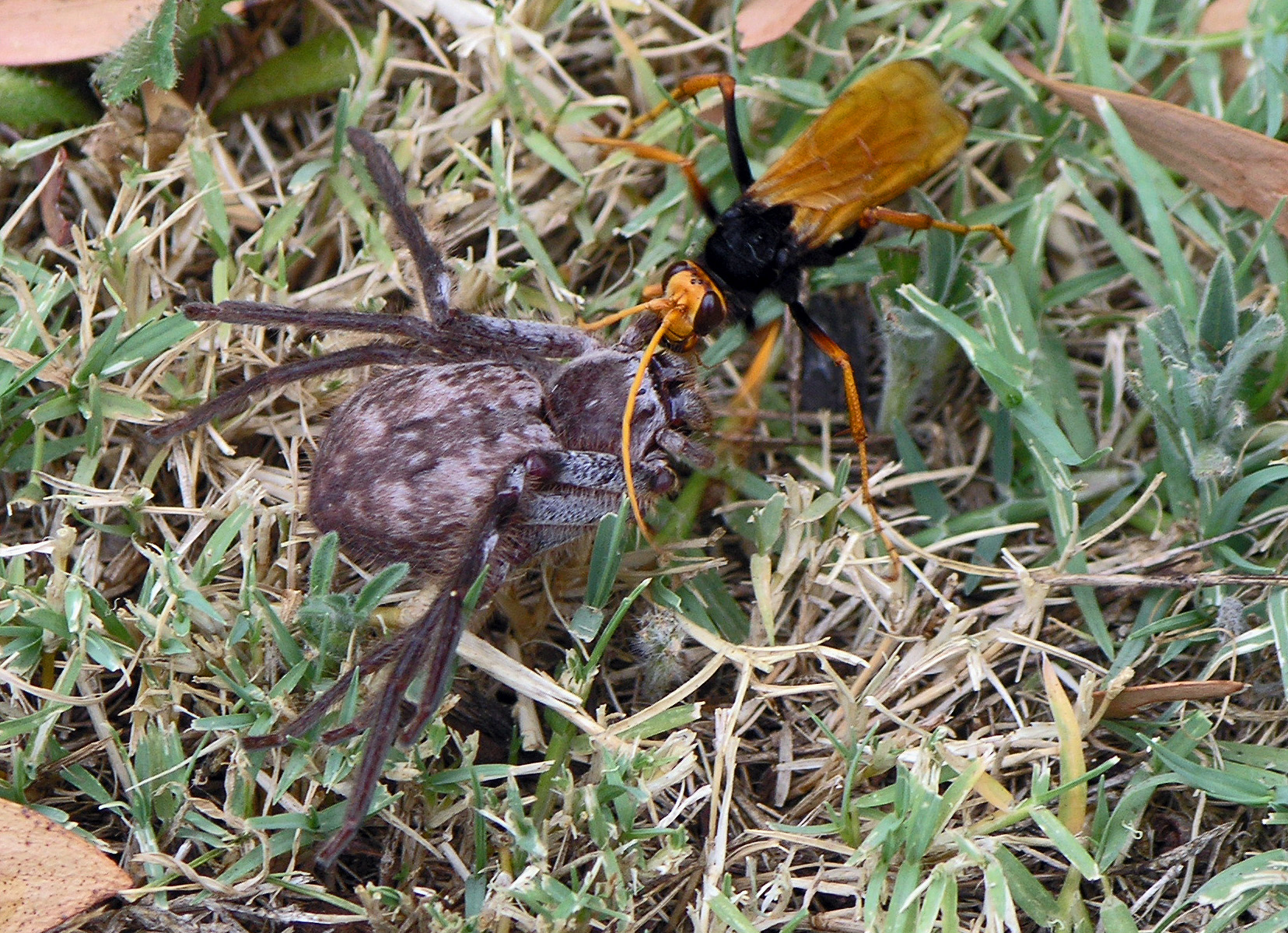
Les pompiles peuvent paralyser et déplacer des proies beaucoup plus lourdes qu'eux

## Morphologie
D'une taille générale variant de 15 à 25 mm, mais s'étalant de 2,5 à 50 mm, corps noir dans les régions paléarctiques mais fréquemment colorés sous les tropiques avec des reflets bleu-violet sur les ailes.
- Antennes longues de 13 articles chez le mâle, 12 chez la femelle et s'enroulant en crosse après la mort.
- Scape court, un peu renflé.
- Tête orthognathe, trois ocelles.
- Téguments lisses, très rarement sculptés au niveau du segment médiaire.
- Le pronotum atteint en arrière la base des ailes.
- L'abdomen est rarement pétiolé.
- Les pattes sont longues.

## Biologie
Ce sont exclusivement des prédateurs d'araignées destinées à nourrir leur descendance, avec une seule proie par larve. Ils sont assez spécialisés, les genres Pepsis, Pompilus et Pedinapis ne s'attaquant qu'aux mygales.
Le pompile paralyse sa proie en lui injectant son venin grâce à son dard. Le venin a pour effet de paralyser l'araignée et d'annihiler tout mécanisme de défense. Elle pond ensuite un œuf sur le corps de l'araignée, que la larve dévorera progressivement.
Leur nid consiste le plus souvent en un terrier creusé à même le sol. Peu de pompiles sont bâtisseurs : le genre Pseudogenia bâtit des petits tonnelets en terre gâchée regroupés en un abri et contenant chacun une voire plusieurs araignées aux pattes sectionnées en compagnie d'un seul œuf.

## Systématique
7 sous-familles : Ceropalinae, Claveliinae, Homonotinae, Macromerinae, Pedinaspinae, Pepsinae, Pompilinae. 
Sous-famille des Claveliinae : genres : Clavelia, Haploneurion, Sphictothetus, etc.
Sous-famille des Macromerinae : genres : Agenia, Macromeris, Heteropoda, Pseudogenia, etc.
Sous-famille des Pepsinae : Pompiles de grande taille avec une rangée de petites épines uniformes sur les tibias postérieurs. Genres  : Auplopus, Caliardurgus, Cryptocheilus, Cyphononyx, Dipogon, Hemipepsis, Pepsis, Priocnemis, etc.
Sous-famille des Pompilinae : ils possèdent une rangée de petites épines d'inégale longueur sur les tibias postérieurs, celles des extrémités étant nettement plus longues. Leur taille dépasse rarement 10 à 25 mm.
Genres : Anoplius, Aporus, Episyron, Evagetes, Homonotus, Pompilus.

### Liste de genres
Selon Catalogue of Life (19 octobre 2019) :
- genre Abernessia
- genre Acanthagenia
- genre Actenopoda
- genre Adirostes
- genre Aeluropetrus
- genre Aetheopompilus
- genre Africanoplius
- genre Afropompilus
- genre Agenia
- genre Ageniella
- genre Agenioideus
- genre Agenioidevagetes
- genre Aglochares
- genre Aimatocare
- genre Allageniella
- genre Allaporus
- genre Allochares
- genre Allocyphonyx
- genre Alococurgus
- genre Amblyellus
- genre Amerocnemis
- genre Ammosphex
- genre Anacyphonyx
- genre Anapriocnemis
- genre Anoplioides
- genre Anoplius
- genre Anospilus
- genre Apareia
- genre Apinaspis
- genre Aplochares
- genre Apoclavelia
- genre Aporinellus
- genre Aporus
- genre Apteropompiloides
- genre Apteropompilus
- genre Arachnophroctonus
- genre Arachnoproctonus
- genre Arachnospila
- genre Arachnotheutes
- genre Argyroclitus
- genre Aridestus
- genre Arpactomorpha
- genre Aspidaporus
- genre Ateloclavelia
- genre Atelostegus
- genre Atopagenia
- genre Atopompilus
- genre Atopopompilus
- genre Auplopus
- genre Austrochares
- genre Austroclavelia
- genre Balanoderes
- genre Balboana
- genre Bambesa
- genre Batazonus
- genre Batozonellus
- genre Batozonoides
- genre Batozonus
- genre Brachyagenia
- genre Calagenia
- genre Caliadurgus
- genre Calicurgus
- genre Calopompilus
- genre Ceratopales
- genre Ceropaleoides
- genre Ceropales
- genre Ceropaloides
- genre Chalcochares
- genre Chelaporus
- genre Chirodamus
- genre Chrysagenia
- genre Chyphononyx
- genre Clavelia
- genre Claveliella
- genre Claveliocnemis
- genre Cliochares
- genre Clistoderes
- genre Compsagenia
- genre Conagenia
- genre Cordyloscelis
- genre Cosmagenia
- genre Cosmiaporus
- genre Cryptocheilus
- genre Cryptochilus
- genre Cryptosalius
- genre Ctenagenia
- genre Ctenocerus
- genre Ctenopriocnemis
- genre Ctenostegus
- genre Cyemagenia
- genre Cyphononyx
- genre Cyphonyx
- genre Dasyclavelia
- genre Dentagenia
- genre Derochorses
- genre Deuteragenia
- genre Dichragenia
- genre Dicranopepsis
- genre Dicranoplius
- genre Dicyrtomalis
- genre Dicyrtomellus
- genre Dimorphagenia
- genre Dinagenia
- genre Dinosalius
- genre Diplonyx
- genre Dipogon
- genre Dolichocurgus
- genre Drepanaporus
- genre Dromochares
- genre Dryinus
- genre Eidopompilus
- genre Elaphrosyron
- genre Entomobora
- genre Entypus
- genre Eoferreola
- genre Eopompilus
- genre Epiclinotus
- genre Epipompilus
- genre Episyron
- genre Epomidius
- genre Eremocurgus
- genre Eubatozonus
- genre Euclavelia
- genre Euplaniceps
- genre Eurostocurgus
- genre Euryzonotulus
- genre Evagetes
- genre Evagethes
- genre Evania
- genre Fabriogenia
- genre Ferreola
- genre Ferreoloides
- genre Ferreolomorpha
- genre Galactopterus
- genre Gonaporus
- genre Gymnochares
- genre Hadropompilus
- genre Hanedapompilus
- genre Haploneurion
- genre Hatanomus
- genre Hauptiella
- genre Hemiceropales
- genre Hemipepsis
- genre Hemipogonius
- genre Hemisalius
- genre Herbstellus
- genre Herpetosphex
- genre Heterodontonyx
- genre Heteronyx
- genre Homonotus
- genre Hormopogonius
- genre Hypoferreola
- genre Hypomma
- genre Hypsiceraeus
- genre Icazus
- genre Idiaporina
- genre Idopompilus
- genre Irenangelus
- genre Irenangulus
- genre Iridomimus
- genre Isandrus
- genre Jansea
- genre Java
- genre Kentronaporus
- genre Kolposphex
- genre Kuriloagenia
- genre Kyphopompilus
- genre Lepidocnemis
- genre Leptodialepis
- genre Lissagenia
- genre Lissocnemis
- genre Lophopompilus
- genre Machaerothrix
- genre Macromerella
- genre Macromeris
- genre Mallopsis
- genre Malloscelis
- genre Marimba
- genre Masisia
- genre Maurillus
- genre Melanagenia
- genre Meragenia
- genre Mesagenia
- genre Micragenia
- genre Micraporus
- genre Microclavelia
- genre Microcurgus
- genre Microferreola
- genre Microphadnus
- genre Micropompilus
- genre Mimocurgus
- genre Minagenia
- genre Minotocyphus
- genre Monodontonyx
- genre Morochares
- genre Mygnimia
- genre Mystacagenia
- genre Nannopompilus
- genre Nanoclavelia
- genre Narochares
- genre Neanoplius
- genre Nipponodipogon
- genre Notiochares
- genre Notocyphus
- genre Notoplaniceps
- genre Ochragenia
- genre Odontaporus
- genre Odontoderes
- genre Orientanoplius
- genre Pachycurgus
- genre Pachynimia
- genre Pallosoma
- genre Pamirospila
- genre Parabatozonus
- genre Paraclavelia
- genre Paracyphononyx
- genre Paraferreola
- genre Paragenia
- genre Paragenioides
- genre Paranoplius
- genre Parapompilus
- genre Parapsilotelus
- genre Parasalius
- genre Pareiocurgus
- genre Pedinaspis
- genre Pedinpompilus
- genre Pelopeus
- genre Pepsis
- genre Pezopompilus
- genre Phanagenia
- genre Phanochilus
- genre Pholidaporus
- genre Plagicurgus
- genre Planiceps
- genre Platyderes
- genre Platydialepis
- genre Plicatomeracus
- genre Podagenia
- genre Poecilagenia
- genre Poecilocurgus
- genre Poecilopompilus
- genre Pogonius
- genre Pompilinus
- genre Pompilioides
- genre Pompilocalus
- genre Pompiloides
- genre Pompilus
- genre Priochilus
- genre Priocnemella
- genre Priocnemioides
- genre Priocnemis
- genre Priocnemoides
- genre Priocnessus
- genre Prionocnemis
- genre Prionocnemus
- genre Priophanes
- genre Prosalius
- genre Protoclavelia
- genre Psammochares
- genre Psammocharoides
- genre Psammoderes
- genre Pseudagenia
- genre Pseudageniella
- genre Pseudoclavelia
- genre Pseudoferreola
- genre Pseudopedinaspis
- genre Pseudopompilus
- genre Psilotelus
- genre Psorthaspis
- genre Psyllosphex
- genre Pygmachus
- genre Rhabdaporus
- genre Rhynchopompilus
- genre Salius
- genre Schistonyx
- genre Sericopompilus
- genre Sophropompilus
- genre Sphictostethus
- genre Spuridiophorus
- genre Stenagenia
- genre Stigmatodipogon
- genre Stolidia
- genre Syntomoclitus
- genre Tachyagetes
- genre Tachypompilus
- genre Taeniagenia
- genre Tagalochares
- genre Tastiotenia
- genre Teinotrachelus
- genre Telostegus
- genre Telostholus
- genre Tetraodontonyx
- genre Trachyglyptus
- genre Trichosalius
- genre Tumagenia
- genre Winnemanella
- genre Xanthampulex
- genre Xenaporus
- genre Xenocurgus
- genre Xenopompilus
- genre Xerochares

## Galerie

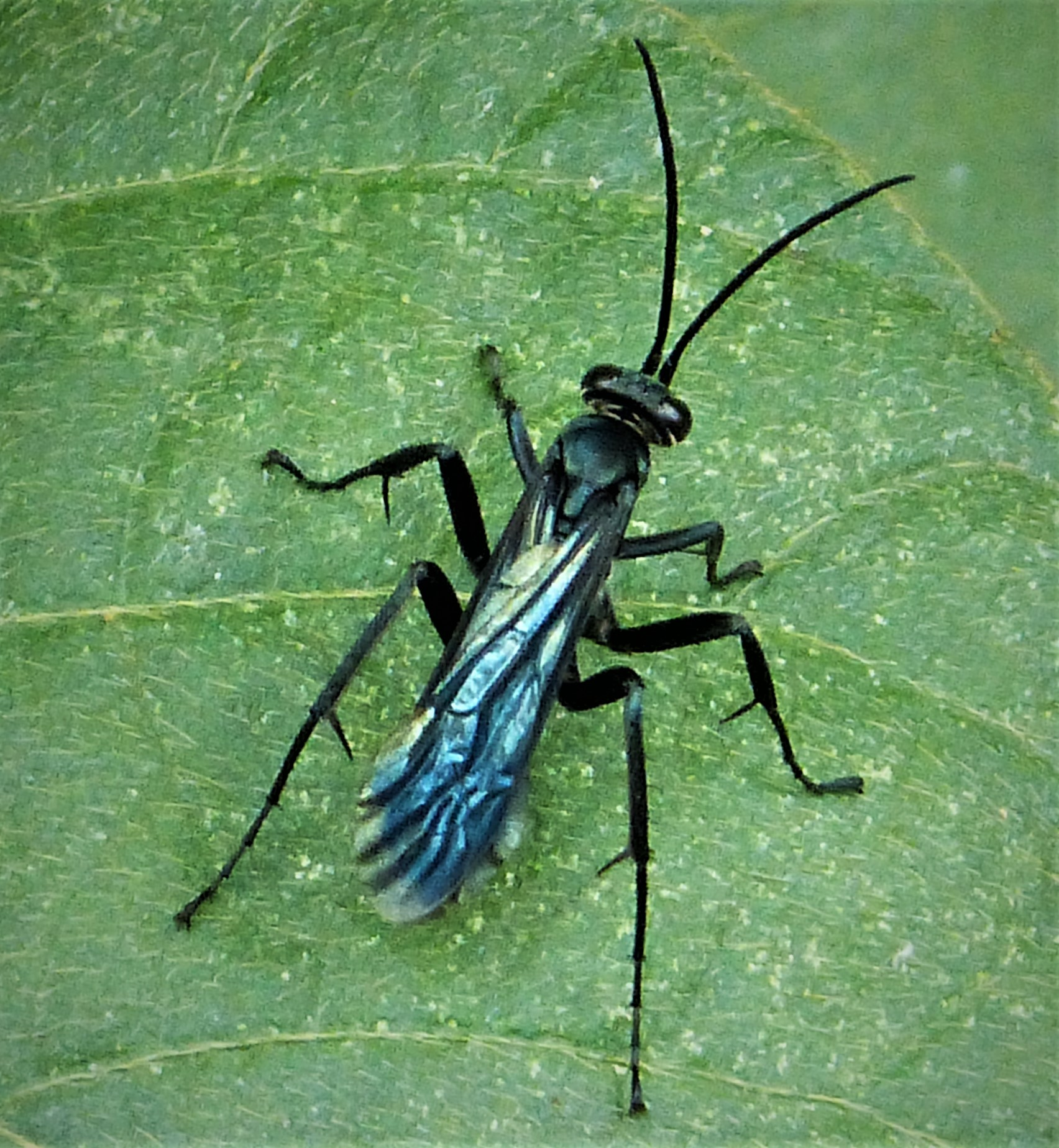
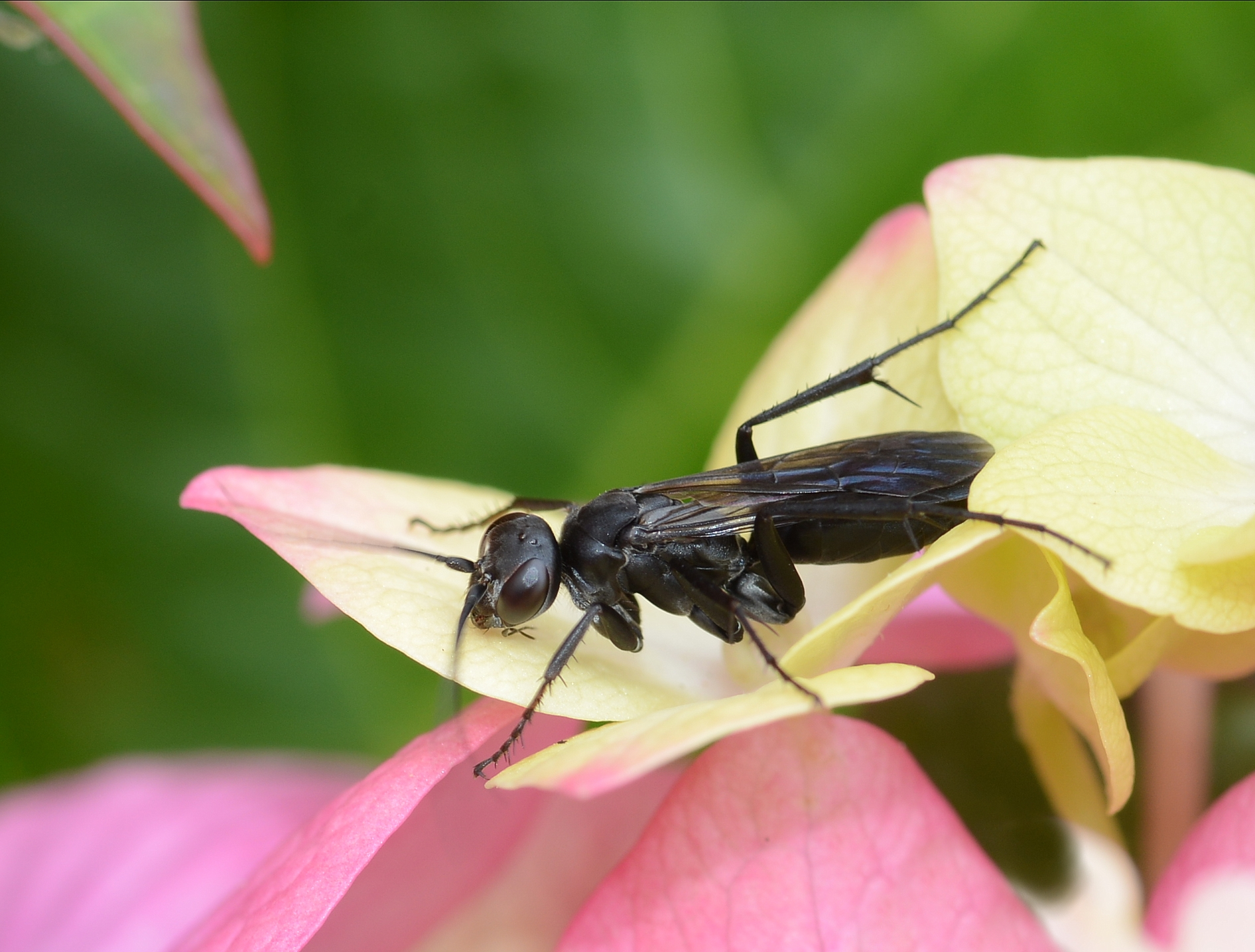
Anoplius nigerrimus
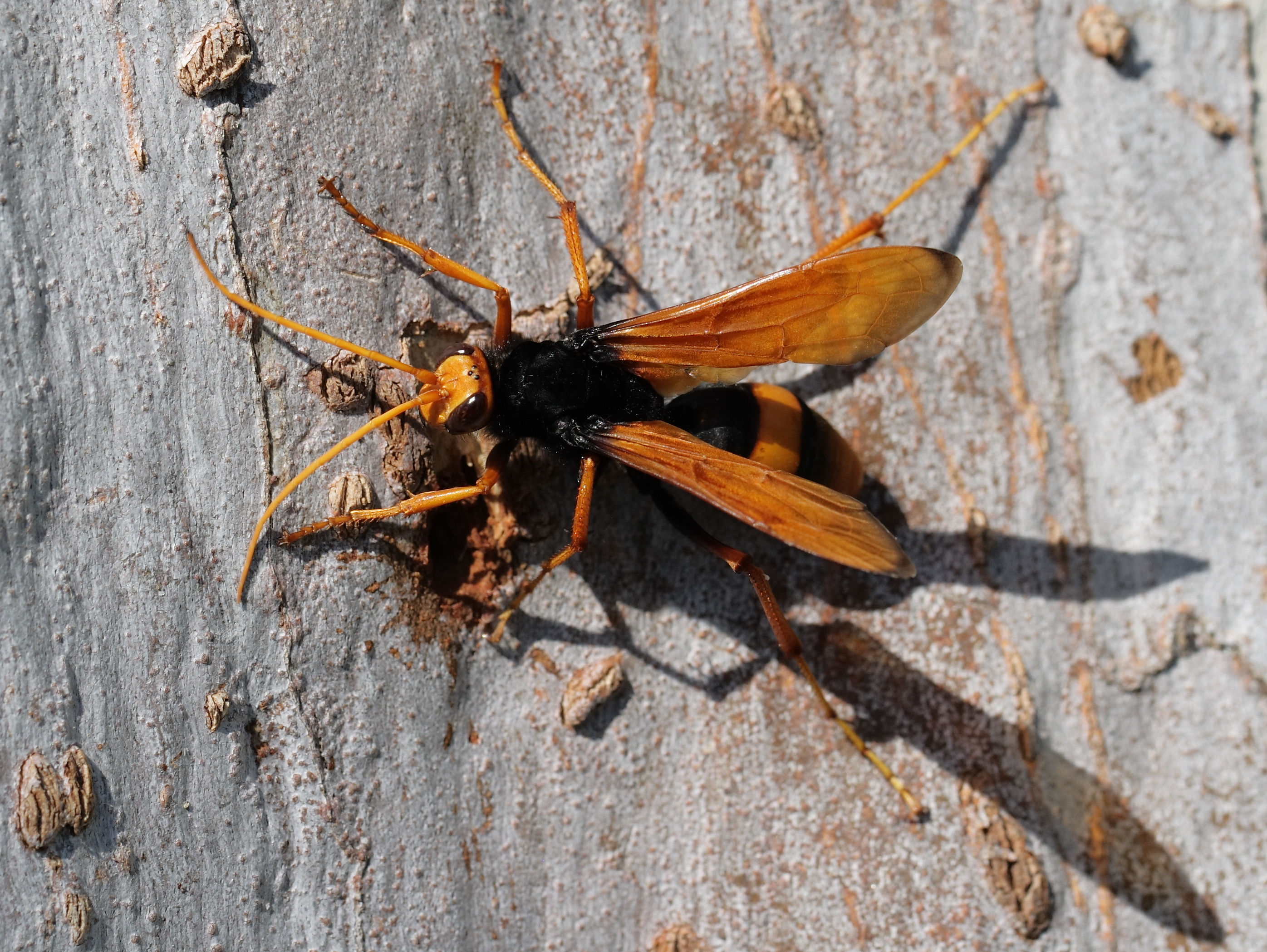
Cryptocheilus bicolor
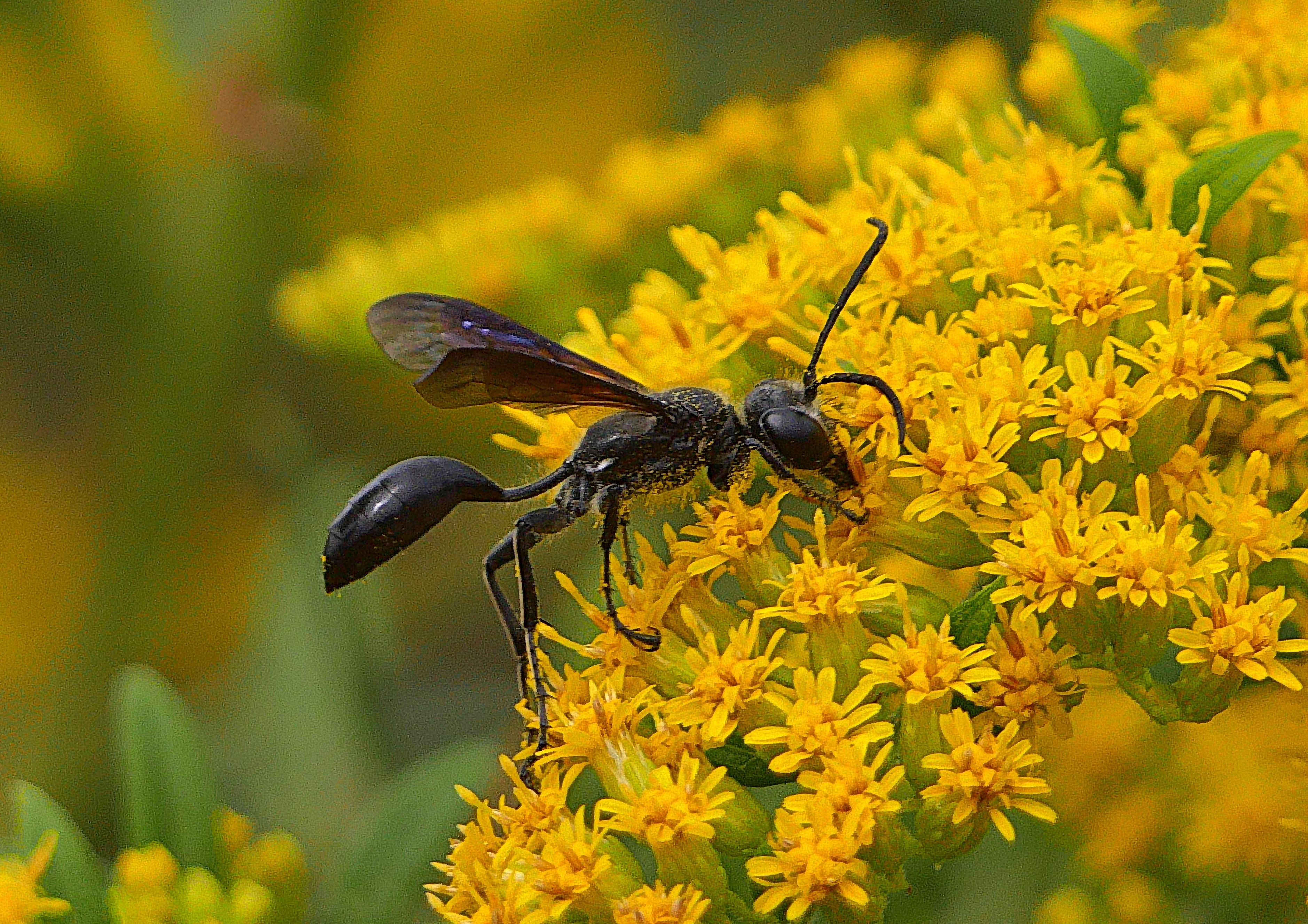
Auplopus carbonarius
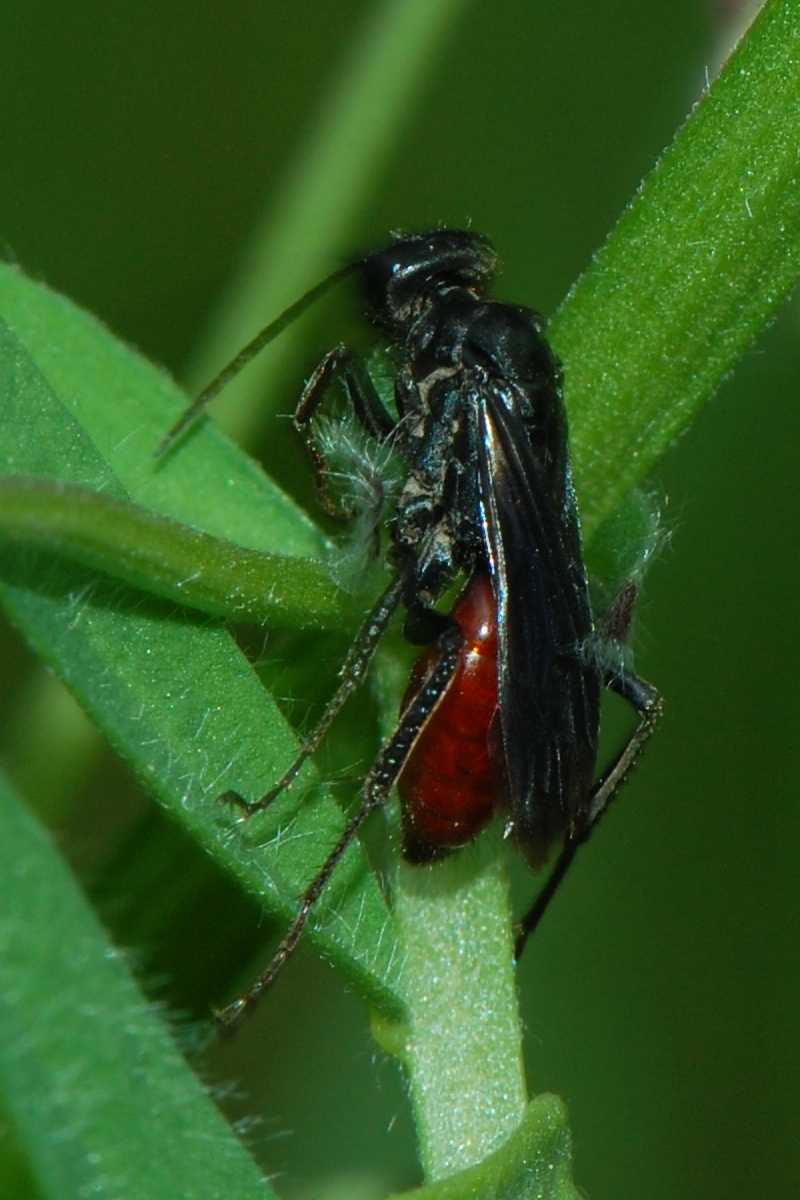
Priocnemis oregona
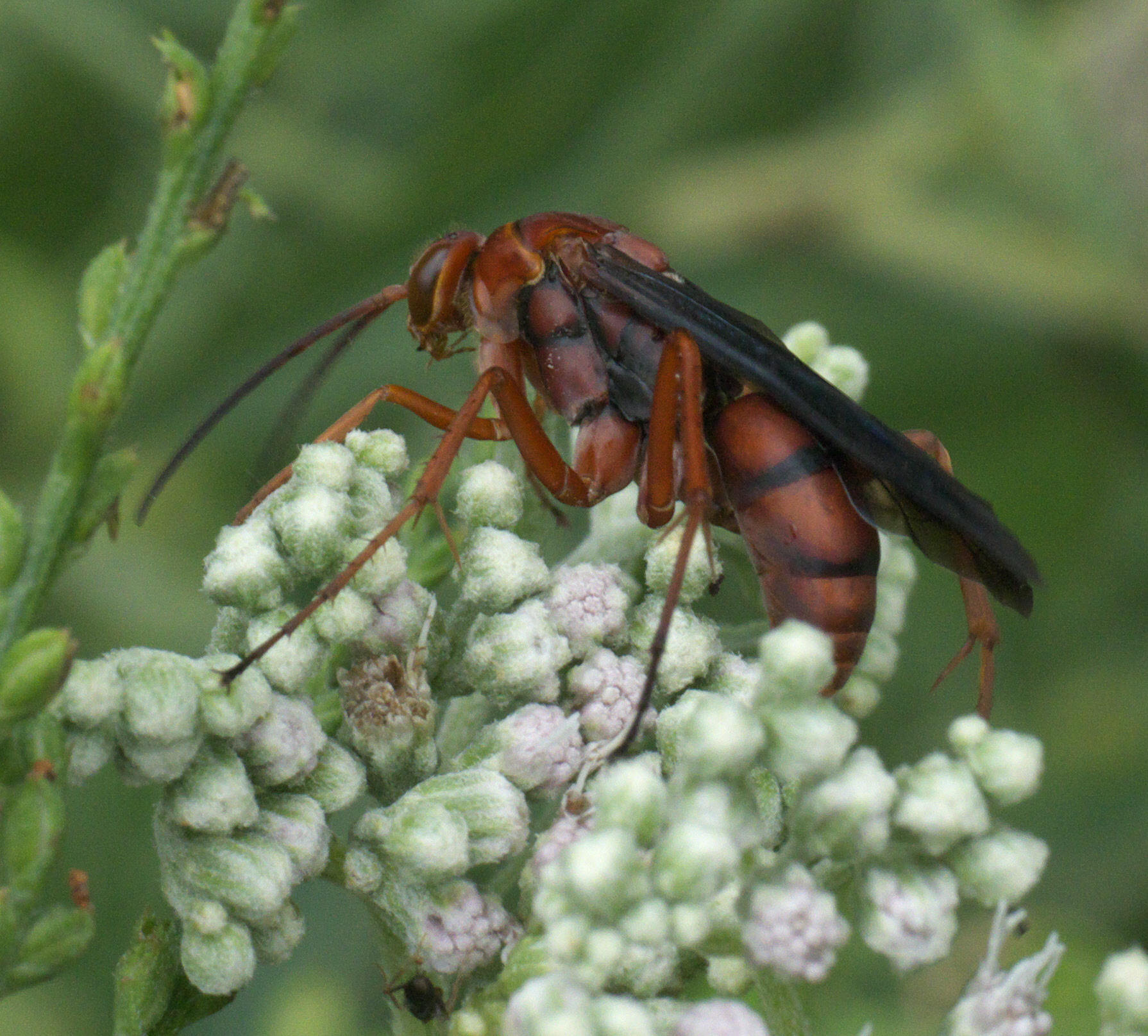
Tachypompilus ferrugineus
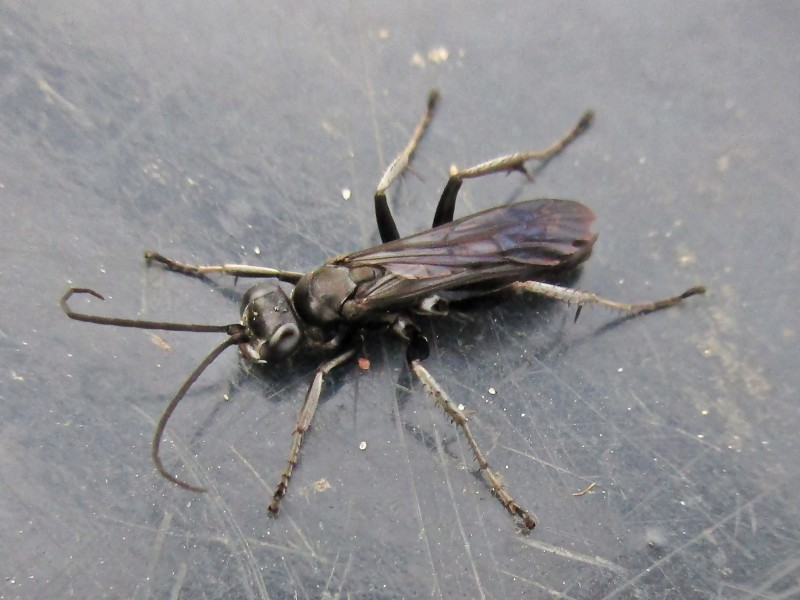
Pompilus cinereus